# 로비올라
로비올라(이탈리아어: Robiola)는 이탈리아산 치즈로서 소나 염소, 양의 젖으로 만드는 치즈이다. 로비올라는 상당히 촉촉하고 부드러운 치즈에 속하며 그 어원에 대해서는 파비아현의 마을인 로비오(Robbio)의 이름을 따왔다는 것이 있고 바깥의 색깔이 붉은 빛을 띠는데 이를 rubeole라고 불렀으므로 이것이 굳어졌다는 설이 있다.
로비올라의 종류는 피에몬테주를 걸쳐 여러 종류로 나뉘며 롬바르디아주에서도 다채롭다. 맛이나 형태는 생산 지역에 따라 천차만별이다. "Robiola di Roccaverano"는 노란빛이 도는 단 맛이 나는 치즈이며 "Robiola Lombardia"는 가는 모양에 우윳빛이 도는 것으로서 작은 롤케이크처럼 만들어 먹는 치즈이다. 피에몬테에서 생산되는 로비올라 치즈는 상당히 고급이므로 최상품의 퐁듀나 피자 토핑으로 사용된다.
로비올라는 대개 식탁에 자주 오르는 치즈이며 기름이나 소금, 후추와 함께 먹는다. 구매한 뒤에는 잘 보관해야 하며 대개 최장 한달 정도 보관할 수 있다.

## 같이 보기
- 스트라키노